# Holger Paetz

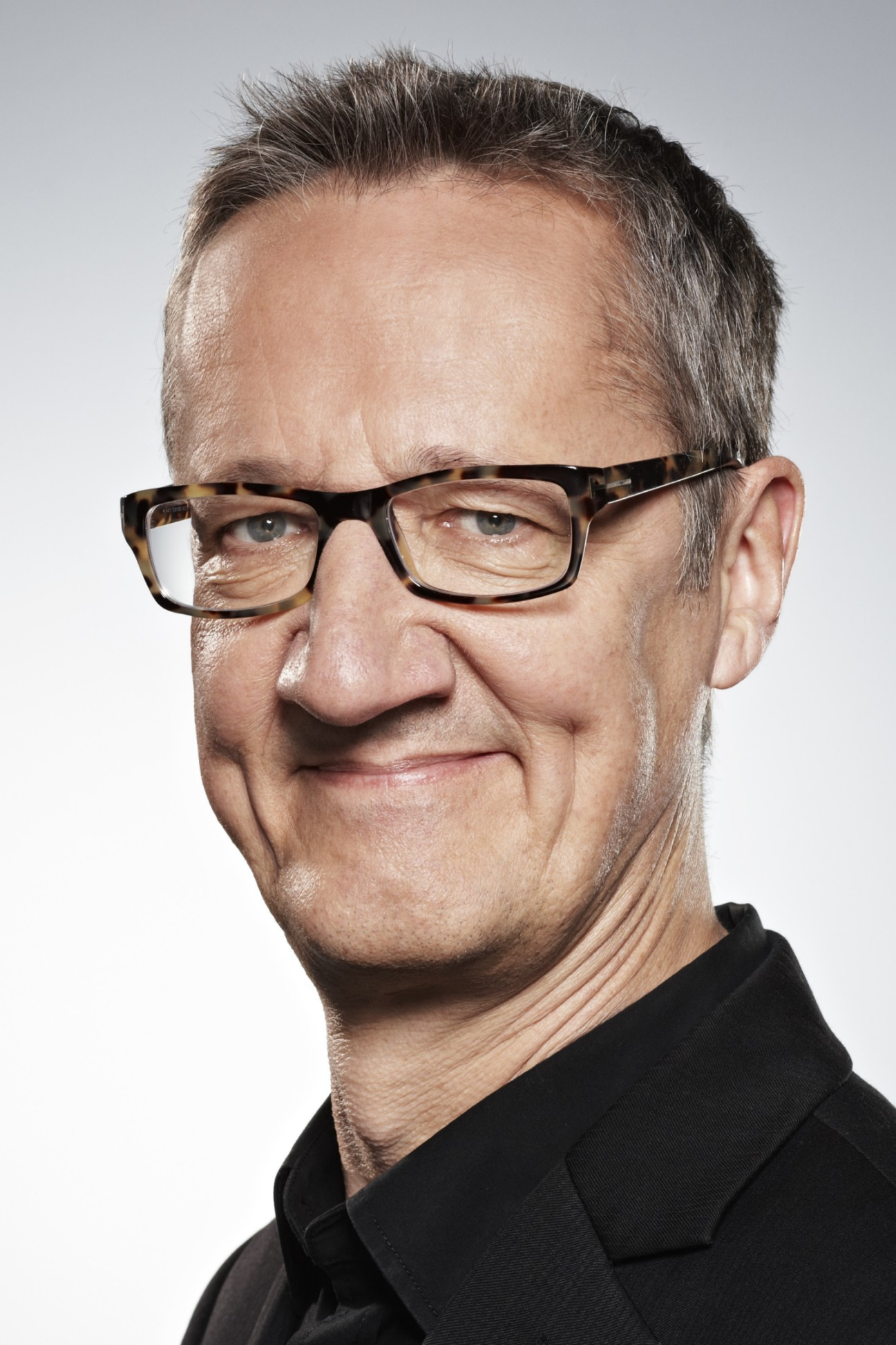
Holger Paetz (2012)

Holger Paetz (* 23. August 1952 in München) ist ein deutscher Kabarettist, Liedermacher und Autor von satirischen Texten.

## Leben
Holger Paetz ist Sohn von Ruth Paetz (29. Oktober 1923 bis 16. Juni 1988) und Hans Paetz (24. April 1916 bis 14. März 2006), Ingenieur und späterer Betriebs-Direktor des Steinkohlekraftwerks Aschaffenburg der Bayernwerk AG München. Holger Paetz ist in der Werkssiedlung des Kraftwerks in Leider, einem Stadtteil von Aschaffenburg aufgewachsen. Er besuchte die Brentanoschule in Aschaffenburg und anschließend das Humanistische Gymnasium, das heute Kronberg-Gymnasium heißt. Schon während seiner Schulzeit und besonders während seiner Studienzeit war er musikalisch tätig in verschiedenen Folk-Bands, u. a. in der von ihm gegründeten Folkloregruppe "Trapaetz" (Produktion mit dem Bayerischen Rundfunk und Fernsehauftritt im ARD-"Talentschuppen" in Berlin). Nach abgebrochenem Studium der Musikwissenschaft, Kunstgeschichte und Anglistik an der Julius-Maximilians-Universität Würzburg entschloss er sich, eine künstlerische Laufbahn einzuschlagen. Er verfasste eigene Texte und Lieder (Ascheberscher Cityblues) und entwickelte erste kabarettistische Solo-Programme. Im Jahr 1976 wurde er mit dem Liedermacherpreis des Hessischen Rundfunks ausgezeichnet. 1977 ging er nach München und trat dort auf den verschiedensten Kleinkunstbühnen auf, so im KEKK, der Liederbühne Robinson, dem Musikalischen Unterholz (MUH) und im Hinterhoftheater. Nebenher verdiente er sich seinen Lebensunterhalt als Friedhofsgärtner, Kellner und Archivar.
Sein Solo-Kabarett führte Paetz schließlich ans Mainzer Unterhaus. Er trat beim KampnagelFestival in Hamburg und der Leipziger Lachmesse auf. Er war Gast in Kabarett-Sendungen wie den Mitternachtsspitzen, Ottis Schlachthof und dem Scheibenwischer, wo er zusammen mit Dieter Hildebrandt Texte verfasste. Dieter Hildebrandt war auch sein Pate bei der Verleihung des Kabarettpreises Salzburger Stier, den Paetz 1996 erhielt.

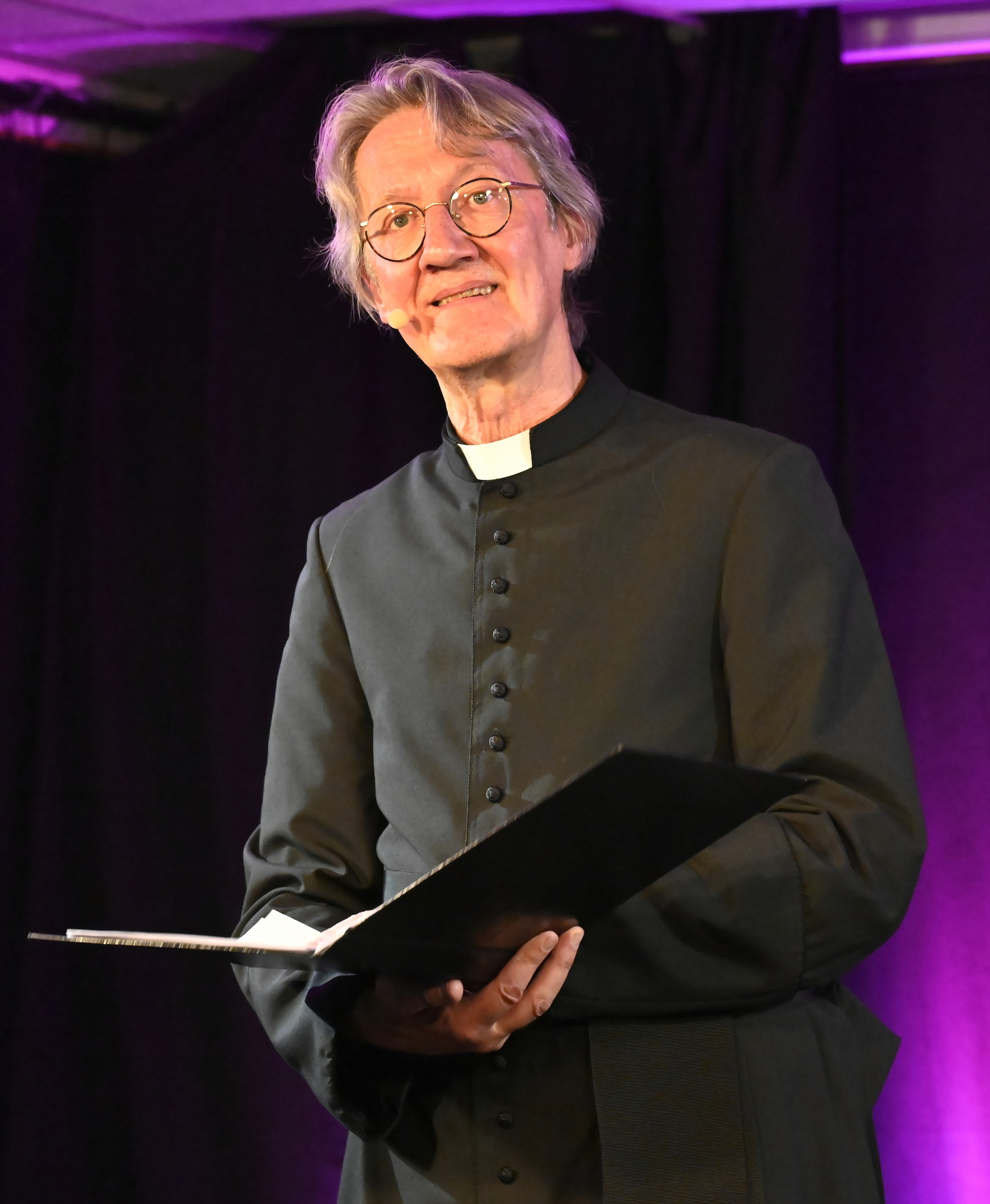
Holger Paetz als Fastenprediger, 2023

Von 1999 an arbeitete er mit Uli Bauer zusammen, der ebenso wie Paetz dem 2002 neu gegründeten Ensemble der Münchner Lach- und Schießgesellschaft angehörte. Von 1999 bis 2009 war er Hauptautor des Singspiels beim Starkbieranstich am Nockherberg und dort auch Darsteller des FDP-Politikers Guido Westerwelle. Von 2009 bis 2020 gab Paetz im Münchner Valentin-Karlstadt-Musäum im Rahmen einer sonntäglichen Matinee einen satirisch-politischen Monatsrückblick unter dem Titel "So schön war’s noch selten!" Unter demselben Titel spielt Holger Paetz alljährlich ab Dezember ein Jahresrückblick-Programm. Sein Solo "Gott hatte Zeit genug" feierte am 13. Januar 2010 im Mainzer Unterhaus Premiere und das Bühnenprogramm "Ganz fest loslassen" am 17. März 2012 im Hofgarten-Kabarett, Aschaffenburg. Ebenfalls dort fand Ende Oktober 2013 die Uraufführung des Programmes "Auch Veganer verwelken" statt und im Oktober 2016 des Programmes "Ekstase in Würde".
2015 gründete er den „Holger Paetz Verlag Schwabing“, in dem er eigene Gedichtbücher veröffentlicht. Ebenfalls 2015 startete seine alljährlich wiederkehrende politische Buß- und Fastenpredigt "Fürchtet Euch!" als Pater Paetz.
2018 wurde er in die Süddeutsche Literatenvereinigung Münchner Turmschreiber aufgenommen.

## Programme seit 1977

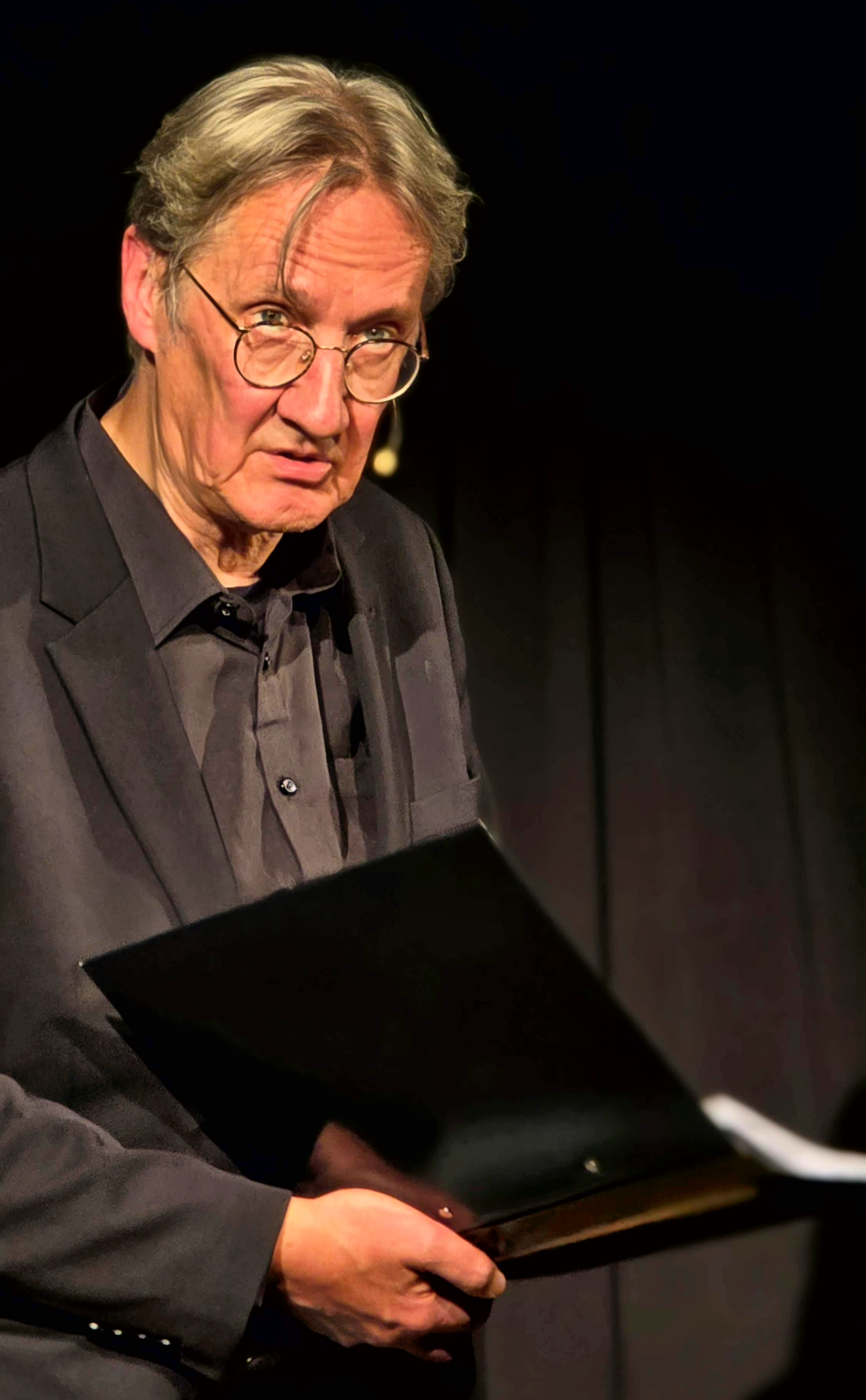
Jahresrückblick 2024
in Gilching

- 1977: Songs, Satire, Sprechblasen, Solo
- 1978: Mischgemüse, Solo
- 1979: Sprechstunde, Solo
- 1986: Normalblöde Geschichten (I), Solo
- 1990: Sorgfalt ist die Mutter des Wahnsinns, Solo
- 1992: Normalblöde Geschichten (II), Solo
- 1994: Ich kann nur Vorspiel, Solo
- 1997: WeichEi muss man köpfen, Solo
- 1998 bis 2009: Autor des Nockherberg-Singspiels, Nockherberg und BR
- 1999: Ohne mich wird’s auch nicht besser, Solo
- 2001: Deutsch? Ich bin ja nicht mal Laie! Solo
- 2002: Schöner Denken, Ensemble der Münchner Lach- und Schießgesellschaft
- 2002 bis 2005: Autor des Promi-Derbleckens, Hacker-Pschorr und BR
- 2004: Es muss jetzt eine Zufriedenheit her, Duo mit Uli Bauer
- 2006: KrisenFest, Solo
- seit 2009: So schön war’s noch selten! (Satirisch-politischer Monats- und Jahresrückblick)
- 2010: Gott hatte Zeit genug, Solo
- 2012: Ganz fest loslassen, Solo
- 2013: Auch Veganer verwelken, Solo
- 2016: Ekstase in Würde, Solo
- seit 2018: Fürchtet Euch! (Alljährliche Buß- und Fastenpredigt als Pater Paetz), Solo
- 2020: Liebes Klima, gute Besserung!, Solo
- seit 2024: Auch Veganer verwelken, aktualisierte Wiederaufnahme, Solo

## Auszeichnungen

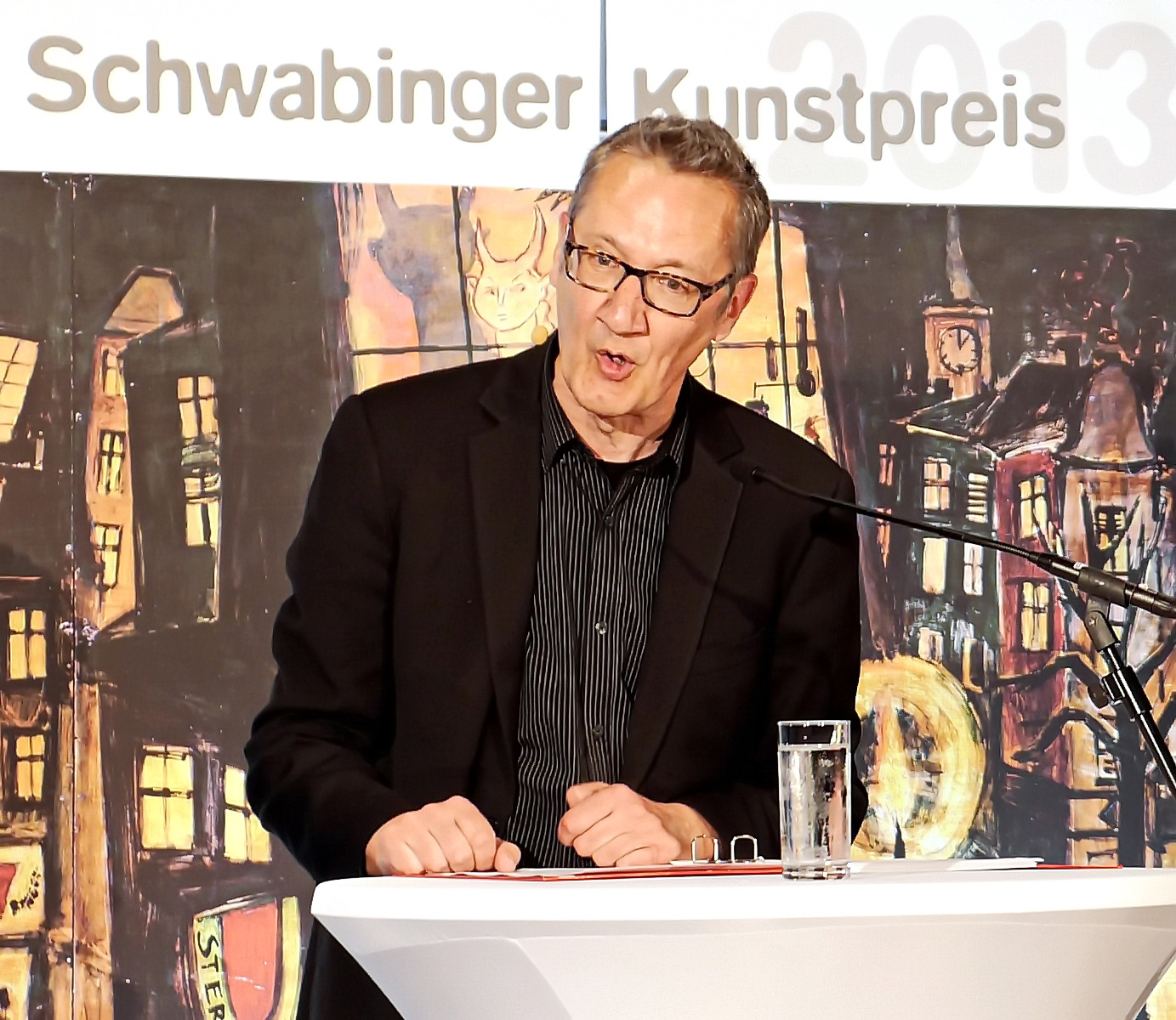
Holger Paetz, Schwabinger Kunstpreis, 2013

- 1976: Liedermacherpreis des Hessischen Rundfunks
- 1996: Salzburger Stier
- 1999: Kabarettpreis der Landeshauptstadt München[3]
- 2013: Schwabinger Kunstpreis
- 2017: Obernburger Mühlstein Ehrenmühlstein
- 2019: Der freche Mario, 2. Platz
- 2020: Sieger Isar-Slam im Januar (Poetry Slam im Muffatwerk, München)
- 2025: Emser Pastillchen für zwei Stimmbänder[4]

## Diskographie
- 2000: Ohne mich wird’s auch nicht besser (Audio-CD), Selbstverlag
- 2010: Songs (Audio-CD), einLächeln, Mainaschaff
- 2011: Gott hatte Zeit genug (Audio-CD), einLächeln, Mainaschaff
- 2015: Auch Veganer verwelken (Audio-CD), Holger Paetz Verlag, Schwabing, ISBN 978-3-9817602-0-0.

## Bibliographie
- 2016: Pure Lyricks, Holger Paetz Verlag, Schwabing, ISBN 978-3-9817602-1-7.
- 2017: Der Hausverlasser, Holger Paetz Verlag, Schwabing, ISBN 978-3-9817602-2-4.
- 2020: Männer im Lift, Holger Paetz Verlag, Schwabing, ISBN 978-3-9817602-4-8.